# Tadeusz Śniechowski
Tadeusz Śniechowski (ur. 20 sierpnia 1893, zm. ?) – major piechoty Wojska Polskiego, kawaler Orderu Virtuti Militari.

## Życiorys
W czasie wojny z bolszewikami walczył w szeregach 44 Pułku Piechoty. 25 listopada 1920 został zatwierdzony z dniem 1 kwietnia 1920 w stopniu porucznika, w grupie oficerów byłych Korpusów Wschodnich i byłej armii rosyjskiej. Po zakończeniu działań wojennych kontynuował zawodową służbę wojskową w 44 pp. 3 maja 1922 został zweryfikowany w stopniu kapitana ze starszeństwem z 1 czerwca 1919 i 1368. lokatą w korpusie oficerów piechoty. 23 grudnia 1927 został przeniesiony do kadry oficerów piechoty z pozostawieniem na dotychczas zajmowanym stanowisku. 18 lutego 1928 został mianowany majorem ze starszeństwem z 1 stycznia 1928 i 112. lokatą w korpusie oficerów piechoty. W tym samym roku był przydzielony do Oddziału II Sztabu Głównego, a następnie został oddany do dyspozycji szefa Departamentu Piechoty Ministerstwa Spraw Wojskowych. W marcu 1931 został przeniesiony do 60 Pułku Piechoty Wielkopolskiej na stanowisko dowódcy batalionu. W marcu 1934 został zwolniony z zajmowanego stanowiska i oddany do dyspozycji dowódcy Okręgu Korpusu Nr VII, a z dniem 30 września tego roku przeniesiony w stan spoczynku.

## Ordery i odznaczenia
- Krzyż Srebrny Orderu Wojskowego Virtuti Militari nr 4561[12][13]
- Krzyż Walecznych[14]
- Złoty Krzyż Zasługi (10 listopada 1928)[15][16]